# Смит, Джессика (шорт-трекистка)
Джессика Линн Смит-Куриман (англ. Jessica Lynn Smith-Kooreman; р.14 октября 1983 года в Дирборне, штат Мичиган) — американская шорт-трекистка, специализирующаяся в конькобежном спорте и Роликобежном спорте, участвовала на Олимпийских играх 2014 и Олимпийских играх 2018 года, чемпионка мира по роликовым конькам. Трёхкратная призёр чемпионата мира по шорт-треку.

## Спортивная карьера
Джессика Смит родилась в Дирборне в семье Рика - водителя грузовика и Рейны Смит - работает парикмахеров неполный рабочий день.  Они также в молодости катались на коньках. Впервые она стала на роликовые коньки в годовалом возрасте и уже в 2 года могла хорошо кататься. Кроме этого брала уроки балета и чечётки, а также занималась моделированием, и позже хоккеем с шайбой. Оставаться без травм и царапин во время катания на роликах не выходило, поэтому постепенно оставила танцы, балет и моделирование. Хоккей помог Джессике в катании на роликах и в дальнейшем тоже от него отказалась.
До 9 лет её тренировал отец, когда друг семьи, Роб Данн взял на себя руководство по тренировкам. В возрасте 12 лет Джессика Смит стала самой молодой конькобежкой на роликовых коньках, вошедшей в юниорскую сборную мира, завоевав 14 золотых медалей до 1998 года. С 1998 года по 2007 год Джессика в общей сложности завоевала 16 золотых медалей на чемпионатах мира. В 2007 году она завоевала золотую медаль на Панамериканских играх в Рио-де-Жанейро и закончила карьеру в роликовых коньках. Её тяжело далось решение закончить с роликами, но очень хотелось участвовать на Олимпийских играх. - Я решила преследовать свою конечную цель и мечтала стать олимпийкой", - объяснила она. "Единственный способ сделать это-переключиться". В том же году участвовала на чемпионате мира в Варшавае по конькобежному спорту на отдельных дистанциях и заняла 23 место на дистанции 500 м, а также получила травму плеча после падения, её сделали операцию, вставив пластину и семь булав.
В 2008 году Смит была принята в программу Американской ассоциации Wheels-to-Ice, чтобы участвовать на Олимпийских играх по шорт-треку, а также продолжала участвовать в конькобежном спорте в дивизионе В. В 2009 году впервые приняла участие на командном чемпионате мира в Херенвене по шорт-треку и выиграла бронзу в команде.  В следующем году на этапе Кубка мира в Пекине выиграла бронзу на 1000 м, и взяла на этапе в Дрездене в эстафете золото. В 2011 году на командном чемпионате мира в Варшаве вновь стала бронзовым призёром. В 2012 году на чемпионате мира в Шанхае Джесси выиграла серебряную медаль в эстафете, а в индивидуальном зачёте стала 12-й. Чуть позже её тренера Джей Су Чуна обвинили в психическом и физическом насилии и вынудили уйти, и Джессика решила остаться с тренером, зная что до Олимпиады оставалось мало времени."Это было нетрудное решение", - заметила Смит. "Мне нужно было, чтобы он был у меня за спиной, [потому что] он лучший технический тренер, которого я когда-либо видела". 
На Олимпийских играх в Сочи на 1000 м Джессика вышла в финал, но заняла обидное 4-е место,  а на 1500 м заняла 7-е место, 500 м завершила 30-й. После Олимпиады участвовала на чемпионате мира в Монреале и заняла высокое 5-е место в абсолютном зачёте и в эстафете 7-е место. Через год на чемпионате мира в Москве осталась на 16-м месте, а 2016 году в Корее стала 20-й. а 2017 в  Роттердаме вновь была на 16-м месте. Она прошла отбор на Олимпиаду и в 2018 году на Олимпийских играх в Пхёнчхане уже под фамилией Куриман заняла на 1000 м 22-е место, на 1500 м была дисквалифицирована в первом круге. В Кубке мира с 2007 по 2017 год она завоевала 12 подиумов: 2 золота, и по пять серебра и бронзы.

## Личная жизнь
Джессика Смит в 2015 году вышла замуж за Майка Куримана, который также был в национальной сборной по шорт-треку и даже тренером сборной Германии, они познакомились на чемпионате мира в Москве, в то время он работал руководителем программы для сборной США по конькобежному спорту. После ухода из спорта в возрасте 34-х лет она сказала - "Я знаю, что я катаюсь на коньках 32 года подряд, и у меня не было ни одного сезона между катанием на роликах и на льду. Я участвую в международных соревнованиях с 12 лет, так что пришло время отдохнуть. Я хотела получить золотую медаль на Олимпийских играх, но начала поздно и отдала ей все, что у меня было. Могу ли я продолжать? Я чувствую, что перегорела? Нет. Я очень любила конькобежный спорт. Мне нравилась конкуренция, но я готова к семье". В январе 2019 года она родила сына Райкера, а в октябре 2020 года второго сына   
Леннона.